# Indura (gmina)
Indura – dawna gmina wiejska istniejąca do 1939 roku w woj. białostockim (obecnie na Białorusi). Siedzibą gminy była Indura, która stanowiła odrębną gminę miejską.
W okresie międzywojennym gmina Indura należała do powiatu grodzieńskiego w woj. białostockim. Według Powszechnego Spisu Ludności z 1921 roku gminę zamieszkiwało 6.533 osób, 4.448 było wyznania rzymskokatolickiego, 2051 prawosławnego, 5 ewangelickiego a 29 mojżeszowego. Jednocześnie 5.306 mieszkańców zadeklarowało polską przynależność narodową,1.207 białoruską, 2 niemiecką, 10 żydowską, 5 rosyjską, 1 czeską, 1 łotewska a 1 rusińską. Było tu 1.137 budynków mieszkalnych.
16 października 1933 gminę Indura podzielono na 36 gromad: Bielewo, Bobrowniki, Bojary, Buraki, Dubówka, Dziemidkowo, Hlebowicze, Hrajno, Jarmolicze, Jaśkiewicze, Koniuchy, Kozły, Krugliki, Łaniewicze, Łapieniowce, Łuckowlany, Michaliny, Mogilany, Nowosiółki, Ogrodniki, Pacynki, Petelczyce, Pieśle, Plebanowce, Poczobuty, Prokopowicze, Rogacze, Sarosieki, Trochimy, Wiśniówka, Zaniewicze, Zarubicze, Zarubicze os., Żarnówka Mała, Żarnówka Rządowa i Żarnówka Wielka.
Po wojnie obszar gminy Indura wszedł w struktury administracyjne Białoruskiej Republiki Radzieckiej.